# جيلمان ليكا
جيلمان ليكا (بالألبانية: Gilman Lika‏) (31 يناير 1987 في إشقودرة في ألبانيا - ) هو لاعب كرة قدم ألباني في مركز الوسط. شارك مع منتخب ألبانيا تحت 19 سنة لكرة القدم ومنتخب ألبانيا تحت 21 سنة لكرة القدم ومنتخب ألبانيا لكرة القدم. أما مع النوادي، فقد لعب مع أوفتاس سبور وبولو سبور ونادي الفيصلي ونادي تيرانا ونادي سكندربيو كورتشه ونادي فلازنيا إشقودرة ونادي فلامورتاري فلوره وديار بكر سبور ‏.

## وصلات خارجية
- جيلمان ليكا على موقع الاتحاد الدولي (مؤرشف)  (الإنجليزية)
- جيلمان ليكا على موقع الاتحاد الأوربي (الإنجليزية)
- جيلمان ليكا على موقع اتحاد تركيا (لاعب) (الإنجليزية)
- جيلمان ليكا على موقع قاعدة بيانات كرة القدم.إي يو (الإنجليزية)
- جيلمان ليكا على موقع ناشيونال فوتبول تيمز (الإنجليزية)
- جيلمان ليكا على موقع Soccerway.com (الإنجليزية)